# هيو مكولوتش
هيو مكولوتش (بالإنجليزية: Hugh McCulloch)‏ (و. 1808 – 1895 م) هو مصرفي من الولايات المتحدة . تولى منصب وزير الخزانة الأمريكي في فترتين غير متتابعتين في عهد ثلاثة رؤساء. عارض مكولوتش قانون المصرف الوطني لعام 1864، وحاول إعادة الولايات المتحدة إلى معيار الذهب طوال مسيرته المهنية. مكولوتش هو عضو في الحزب الجمهوري. توفي في مقاطعة برينس جورج (ماريلاند) .

## التعليم
تعلم في Bowdoin College.
| المناصب السياسية     | المناصب السياسية                  | المناصب السياسية    |
| -------------------- | --------------------------------- | ------------------- |
| سبقه والتر كي جريشام | وزير الخزانة الأمريكي 1884 - 1885 | تبعه Daniel Manning |

## روابط خارجية
- هيو مكولوتش على موقع الموسوعة البريطانية (الإنجليزية)
- هيو مكولوتش على موقع إن إن دي بي (الإنجليزية)